# Spring (Texas)
Spring és una concentració de població designada pel cens dels Estats Units a l'estat de Texas. Segons el cens del 2000 tenia 36.385 habitants.

## Demografia
Segons el cens del 2000, Spring tenia 36.385 habitants, 12.302 habitatges, i 9.829 famílies. La densitat de població era de 586,8 habitants per km².
Dels 12.302 habitatges en un 46,2% hi vivien nens de menys de 18 anys, en un 62,9% hi vivien parelles casades, en un 12,6% dones solteres, i en un 20,1% no eren unitats familiars. En el 15,4% dels habitatges hi vivien persones soles el 2,8% de les quals corresponia a persones de 65 anys o més que vivien soles. El nombre mitjà de persones vivint en cada habitatge era de 2,96 i el nombre mitjà de persones que vivien en cada família era de 3,3.
Per edats la població es repartia de la següent manera: un 31% tenia menys de 18 anys, un 8,7% entre 18 i 24, un 33,8% entre 25 i 44, un 22% de 45 a 60 i un 4,5% 65 anys o més.
L'edat mediana era de 32 anys. Per cada 100 dones de 18 o més anys hi havia 91,4 homes.
La renda mediana per habitatge era de 56.662 $ i la renda mediana per família de 60.934 $. Els homes tenien una renda mediana de 42.134 $ mentre que les dones 30.270 $. La renda per capita de la població era de 21.027 $. Aproximadament el 3,1% de les famílies i el 4,1% de la població estaven per davall del llindar de pobresa.

## Poblacions més properes
El següent diagrama mostra les poblacions més properes.